# Ross Bekkering
Ross Bekkering, född 19 augusti 1987, är en kanadensisk-nederländsk basketspelare. 
Bekkering deltog vid olympiska sommarspelen 2020 och var en del av Nederländernas lag som blev utslagna i kvartsfinalen i tremannabasket.